# Lothar Rossmann
Lothar Erich Rossmann (* 12. November 1909 in Stuttgart; † 3. Januar 1966 ebenda) war ein deutscher Verwaltungsjurist und Politiker (SPD). Er war von 1945 bis 1946 als Landesdirektor Mitglied der Landesregierung (Kabinett Schmid I) von Württemberg-Hohenzollern.

## Leben

### Ausbildung
Rossmann besuchte von 1915 bis 1918 die Elementarschule in Ulm sowie von 1918 bis 1920 das Gymnasium in Ulm und das Mommsen-Gymnasium in Berlin. Anschließend studierte er von 1928 bis 1933 Rechtswissenschaften in Tübingen, Berlin und Paris. Er legte 1933 die Erste Höhere Justizdienstprüfung, war danach Gerichtsreferendar und legte 1936 die Zweite Höhere Justizdienstprüfung ab.

### Laufbahn
In den Jahren 1936 und 1937 arbeitete Rossmann zunächst in der Rechtsabteilung des väterlichen Unternehmens. Danach war er von 1937 bis 1945 als wissenschaftlicher Referent und Bibliothekar beim Kaiser-Wilhelm-Institut für Internationales Recht in Berlin tätig.
Im Jahr 1945 wurde er Direktor in der Landesdirektion des Innern von Württemberg-Baden in Stuttgart und im Juli 1945 Delegierter des Landesdirektors des Innern Fritz Ulrich (SPD). Vom 16. Oktober 1945 bis zum 10. Dezember 1946 war Rossmann Landesdirektor des Innern und stellvertretender Regierungschef von Staatspräsident Carlo Schmid (SPD) im Staatssekretariat für das französisch besetzte Gebiet Württembergs und Hohenzollern (Kabinett Schmid I).
Nach Rossmanns Regierungstätigkeit war er 1946 Berichterstatter im Ministerium für politische Befreiung Württemberg-Baden und wurde 1950 Regierungsdirektor im Innenministerium Württemberg-Baden. Er wurde 1953 zum Ministerialrat befördert und war von 1950 bis 1966 Landeswahlleiter für Landtags- und Bundestagswahlen des Landes Württemberg-Baden und des späteren Landes Baden-Württemberg.

### Persönliches
Rossmann trat 1932 in die Sozialdemokratische Partei Deutschlands ein und war evangelisch-lutherisch, später konfessionslos. Er heiratete 1936 Lidwina, geborene Wolf (* 1911). Seine Eltern sind Auguste Frida, geborene Haug (* 1881), und Hermann Erich (1884–1953). Kinder von Lothar Rossmann sind Irene (* 1946) und Wolfgang (* 1940).